# Torre da Candaira
A Torre da Candaira localiza-se em Candaira, na paróquia de Rebordaos, no concelho lucense de O Saviñao, na Comunidade Autônoma da Galiza, (Espanha).
A Torre situa-se sobre um terreno de pronunciada ladeira estruturado em estreitos socalcos. Esta localização dificultaria em extremo a sua defesa.

## História
Desconhece-se a data na qual foi construída e quem foi seu construtor. A primeira menção dos ocupantes da torre data-se em finais do século XV, data muito posterior à do levantamento da torre. Era por aquele então a dona da torre Leonor de Candaira, que casou com Pedro Sarmiento, filho de Diego Sarmiento e Constança de Soutomaior, filha esta sua vez do afamado Pedro Madruga.
No século XVI sabe-se que pertencia a Diego Sarmiento de Soutomaior e Neira de Valhadares.

## Características
O estudo dos elementos conservados denota um estilo românico tardio, que se desenvolveu a partir da segunda metade do século XII, pelo qual se pode afirmar que se trata de um dos exemplares mais antigos de arquitetura civil conservados na Galiza.
Construída com perpianhos de granito, na atualidade só se conserva uma torre de planta quadrada de 9,8 por 9,9 metros de lado e uns 12 metros de altura. Dividia-se em 3 andares e acedia-se ao seu interior por meio de uma porta aberta no muro Leste, a tão só 0,8 metros de distância do chão. No mesmo nível que a porta, abre-se na fachada Oeste uma pequena seteira românica.
Na cara Sul abre-se outra porta, no segundo andar, a uma altura com cerca de 4 metros. A porta compõe-se de um lintel com um tímpano de um só bloco apoiado sobre mísulas e rodeado de um arco de descarrega ligeiramente apontado.
No terceiro andar abrem-se grandes vãos nos lados Leste e Oeste e uma nova porta no Norte. Na fachada Leste da torre conservam-se várias pedras de armas.
Na sua cima não conserva o antigo ameado apresentado um atual fruto de uma reforma recente.
De acordo com a análise do monumento feita por Julio Fernández Pintos, seu desenho e localização em terreno de pronunciada ladeira faz que não seja plausível que se tratasse de uma torre defensiva isolada, nem de uma torre de menagem de uma fortificação mais grande, como defendem outros autores. Dando por válida sua antiguidade (circa século XII), o autor propõe a hipótese de que se trata de uma torre defensiva que fazia parte de uma casa solarenga, constituíndo talvez o extremo Oeste de uma Casa Forte.